# Bowdenzug

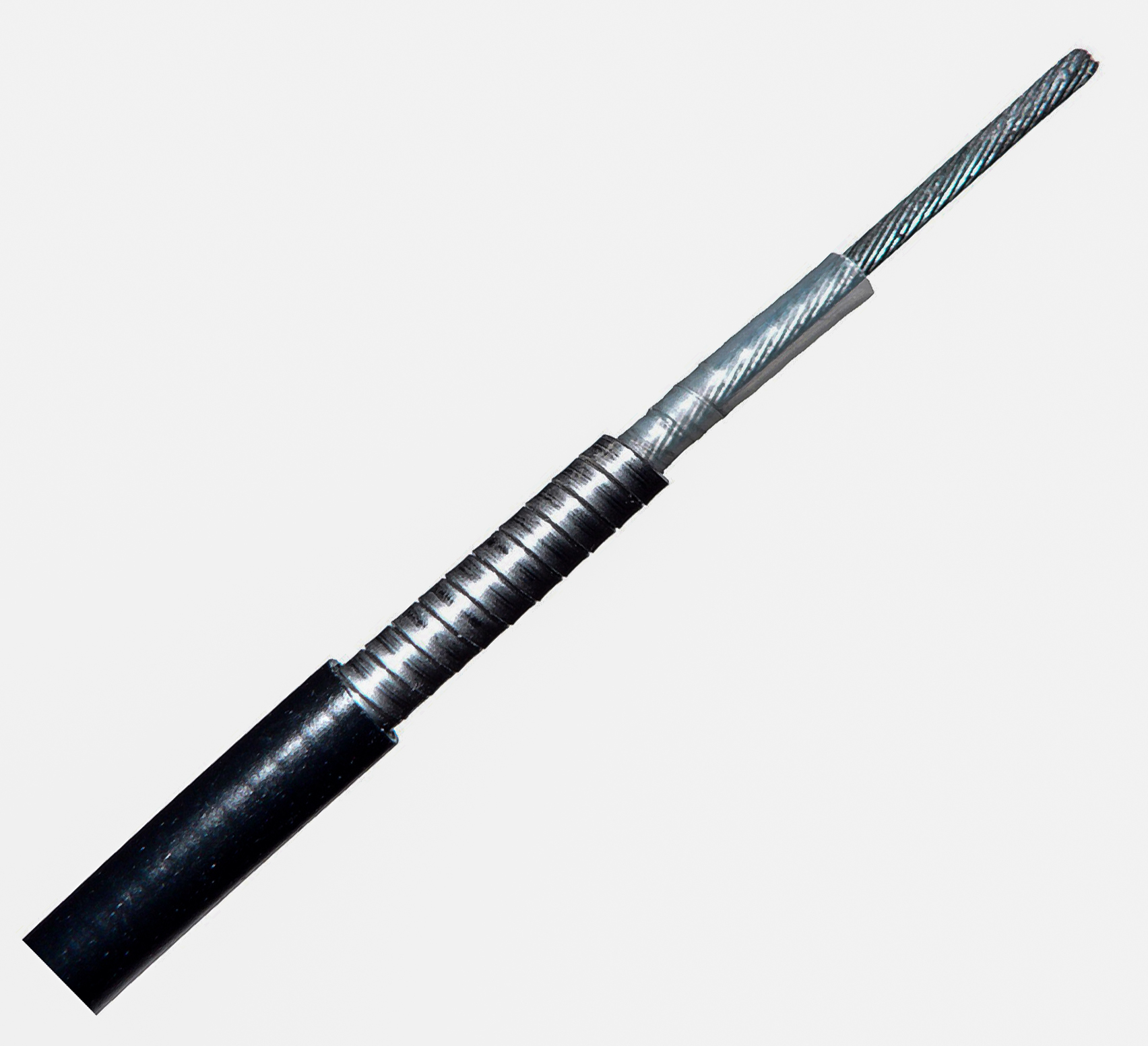
Bowdenzug, wie er als Brems- oder Kupplungszug eingesetzt wird: Kunststoffmantel, Hülle aus gewendeltem Rechteckdraht mit Innenauskleidung und Stahllitze als Seele.

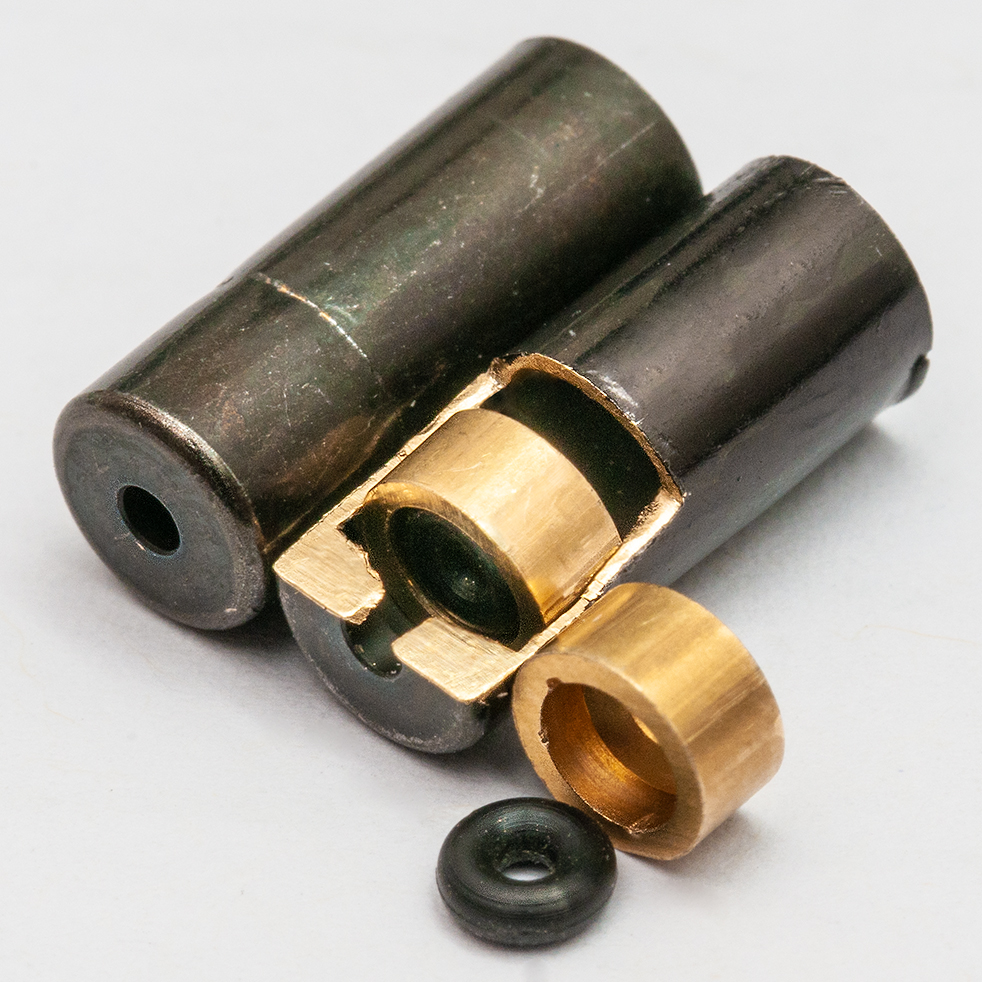
Gedichtete Bowdenzugendkappen (Anschlaghülsen) einer Rohloff Speedhub 500/14

Der Bowdenzug [ˈbaʊ̯dn̩ˌʦuːk] (nach DIN 71986 „Seilzug“) ist ein bewegliches Maschinenelement zur Übertragung einer mechanischen Bewegung sowie von Druck- und Zugkräften durch eine  Kombination aus einem Drahtseil und einer in Verlaufsrichtung druckfesten, biegsamen Hülle.
Benannt ist der Bowdenzug nach seinem Erfinder, dem Iren Ernest Monnington Bowden (1859–1904). Je nach vorgesehenem Einsatzzweck wird der Bowdenzug auch als Bremszug, Schaltzug, Gaszug, Kupplungszug etc. bezeichnet. Bowdenzüge zur Übertragung von Druckkräften sind beispielsweise Schaltbetätigungen zur Verbindung von mechanischen Wählhebeln und Getrieben oder Drahtauslöser für Kameras.

## Aufbau

Über Bowdenzug betätigte Felgenbremse, Hülle drückt auf den oberen Hebel, Seil zieht am unteren Hebel

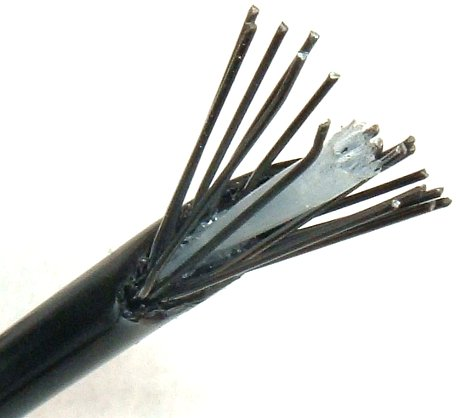
Kompressionslose Bowdenzughülle, wie sie als Schaltzug eingesetzt wird: nur leicht gewendelte Stahldrähte, fixiert durch äußere Kunststoffumhüllung, darin eingebettet ein Teflonschlauch zur Führung und als Gleitlager für die Bowdenzugseele

Der Bowdenzug besteht aus einem Stahldraht oder Drahtseil (Seele, Zugseil, Innenzug oder Innenseil), das in einer flexiblen, aber in Zugrichtung druckfesten Hülle (Bowdenzughülle oder Zughülle) verlegt wird. Die Hülle dient der Führung des Zugs sowie als Gegenlager zur Abstützung der zu übertragenden Zugkräfte. Der Bowdenzug kann dadurch Zugkräfte entlang einer beliebig gekrümmten Bahn übertragen (solange ein gewisser Biegeradius nicht unterschritten wird). Verläuft der Bowdenzug in einer Krümmung, so entstehen durch die Abstützung des inneren Seilzugs Druckkräfte in der Hülle. Die Hülle wird dadurch gestaucht und kann Druckkräfte übertragen, zum Beispiel bei Fahrradfelgenbremsen.
Zwischen Hülle und Zugseil kann ein flexibles Gleitrohr (Innenauskleidung, Gleitinnenrohr) aus Polyoxymethylen (POM), Polyethylen (PE) oder Polytetrafluorethylen (PTFE, „Teflon“) eingebracht sein. Mitunter wird ein kunststoffummanteltes Seil eingesetzt. Zur äußeren Ummantelung der Hülle wird meist Weich-PVC verwendet. Die Ummantelung muss den Biegungen des Mantels folgen, ohne einzureißen. Sie schützt den Zug und eingebrachte Schmierstoffe vor Staub und Feuchtigkeit und verhindert somit Korrosion (Rost), erhöhte Reibung und das Einfrieren.
Üblicherweise wird die Seele vor dem Einfädeln auf ganzer Länge gefettet. Zum Nachfetten können Schmiernippel oder Öler an der Hülle angebracht werden.
Im Automobilbau werden vielfach Tüllen und Faltenbälge zur Abdichtung der Hüllen eingesetzt.
Ebenso an Cantileverbremsen von Fahrrädern, denn hier liegt ein Ende der Hülle („Hüllenmund“) im Spritzbereich des Reifens. Insbesondere Bowdenzüge, deren beide Enden nach oben weisen, müssen vor dem Eindringen von Wasser geschützt werden um Korrosion und Einfrieren des Zugs durch stehendes Wasser zu verhindern. Alternativ ist ein Ablauf am tiefsten Punkt der Hülle vorzusehen.
Ausführungen der Hülle:
- Spiralhülle: Die ursprüngliche und häufigste Ausführung. Eine eng gewickelte Spirale aus Vierkant- oder Runddraht gewährleistet die Druckfestigkeit. Als Draht zur Wicklung der Spirale wird Federstahl verwendet, bei gewichtsoptimierten Ausführungen eine Alu-Legierung. Wenn zwischen Spirale und Zugseil ein flexibles Gleitrohr eingebracht wird, kann auf die äußere schlauchartige Umhüllung der Spirale verzichtet werden, die dann meist aus rostfreiem Stahl besteht.
- Kompressionslose Hülle: Parallel zu einem Ring angeordnete Stahldrähte verlaufen in Längsrichtung der Hülle. Die Drähte werden auf Innen- und Außenseite in zähelastischen Kunststoff eingebettet, um den Zusammenhalt herzustellen. Diese Ausführung wurde für Kettenschaltungen am Fahrrad entworfen, um die Längenänderung bei Lageveränderung der Hülle zu minimieren. Es können keine hohen Zugkräfte übertragen werden, da das innenliegende Stahlseil sonst die Drähte der Hülle auseinandertreibt. Anstelle linear verlaufender Stahldrähte können bei geringeren Ansprüchen an die Druckfestigkeit auch Fiberglasdrähte verwendet werden. Besteht die Bowdenzugseele aus einem Einzeldraht, können auch Druckkräfte übertragen werden (Push-Pull Bowdenzug bzw. Zug-Druck-Betätigungszug).
- Gliederartige Hülle: Einzelne feste Hülsensegmente aus Stahl, Alu oder Kunststoff werden gelenkig zusammengesteckt. Markennamen sind Nokon und I-Link. Innerhalb der Gliederhülle wird ein flexibler Schlauch zur Stabilisierung und Verbesserung der Gleitfähigkeit eingezogen. Als Vorteil gelten das geringe Gewicht im Vergleich zur Spiralhülle, die Möglichkeit zur Verlegung enger Radien sowie die lageunabhängige konstante Länge der Mittelachse (vergleichbar zur Kompressionslosen Hülle). Patentiert wurde dieses System 1996 von Norbert Nötzold.

Die Verbindung des Zugseils mit dem zu bewegenden Maschinenteil geschieht entweder durch kraftschlüssige Klemmung oder durch Einhängen eines Nippels in eine passend geformte Öse. Wichtig ist, eine starke Biegung sowie den Kontakt der Bowdenzugseele zu harten Absätzen oder Kanten zu vermeiden, um einen frühzeitigen Bruch zu verhindern. Nippel können an der Bowdenzugseele durch Pressen, Hartlöten, Zinkdruckguss oder Anschrauben befestigt werden. Geschobene Bowdenzüge werden in der Regel mit Drahtstiften zur Krafteinleitung versehen, die erst in der Hülle mit der Seele verbunden sind, um das Abknicken der Seele unter Druck außerhalb der Hülle zu vermeiden.
Weitere Systembestandteile:
- Der Zuggegenhalter (Beim Fahrrad Bremszug- bzw. Schaltzuggegenhalter) nimmt das Ende der Hülle auf und führt die aus der Hülle resultierende Druckkraft in das Bauteil ab.
- Die Anschlaghülse (Endkappe) wird auf das Ende der Hülle gesteckt oder gepresst (Crimpen), damit diese einen festen Sitz im Zuggegenhalter oder in der Stellschraube erhält.
- Die Innenzugendkappe wird auf das freie Ende des Zugseils geschoben und verpresst, um dieses gegen Aufspleißen zu schützen. Alternativ kann das Seilende auch mit Schmelzlot verfestigt werden.
- Als verstellbares Zuggegenlager werden Stellschrauben verwendet. Inline-Stellschrauben werden im Verlauf der Hülle eingesetzt. Mit ihnen kann die wirksame Länge der Hülle verändert werden, um den Bowdenzug zu justieren. (Alternativ erfolgt die Justierung über die Veränderung der wirksamen Länge des Zugseils.)
- Eine Dichtkappe oder Manschette schützt den Ringspalt zwischen dem Ende der Hülle und dem Zugseil gegen Eindringen von Schmutz und Wasser.

Abschnittsweise kann das Zugseil zwischen zwei Zuggegenhaltern (an denen die Bowdenzughülle jeweils endet) frei gespannt verlaufen. Im freien Verlauf kann es über Rollen, Gleitführungen oder Führungsröhrchen umgelenkt werden (beim Fahrrad beispielsweise zur Gewichtseinsparung und Verringerung der Betätigungskraft). Eine Zugseilumlenkung mittels Rollen oder Führungsrohr ermöglicht engere Radien.

## Einsatzgebiete

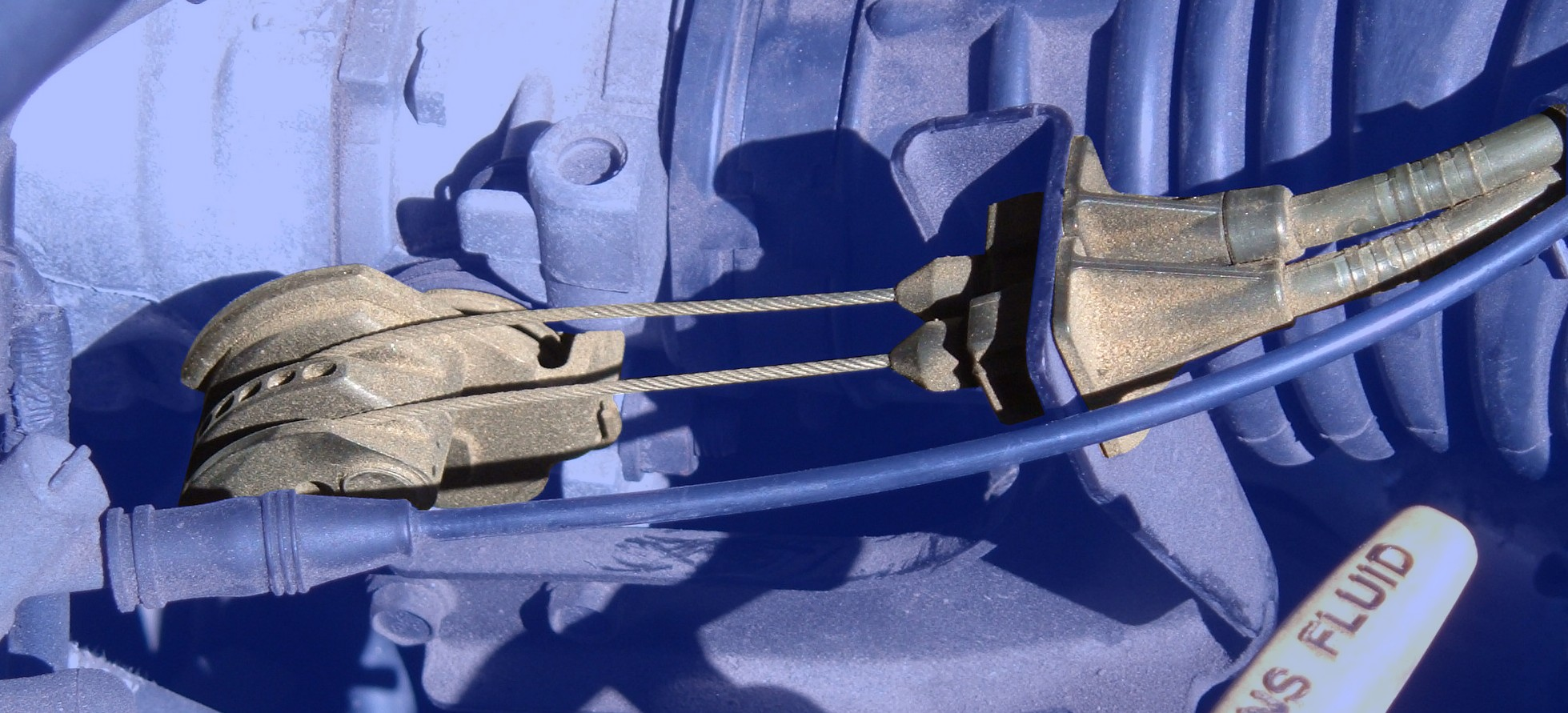
Seilzug in der Automobiltechnik

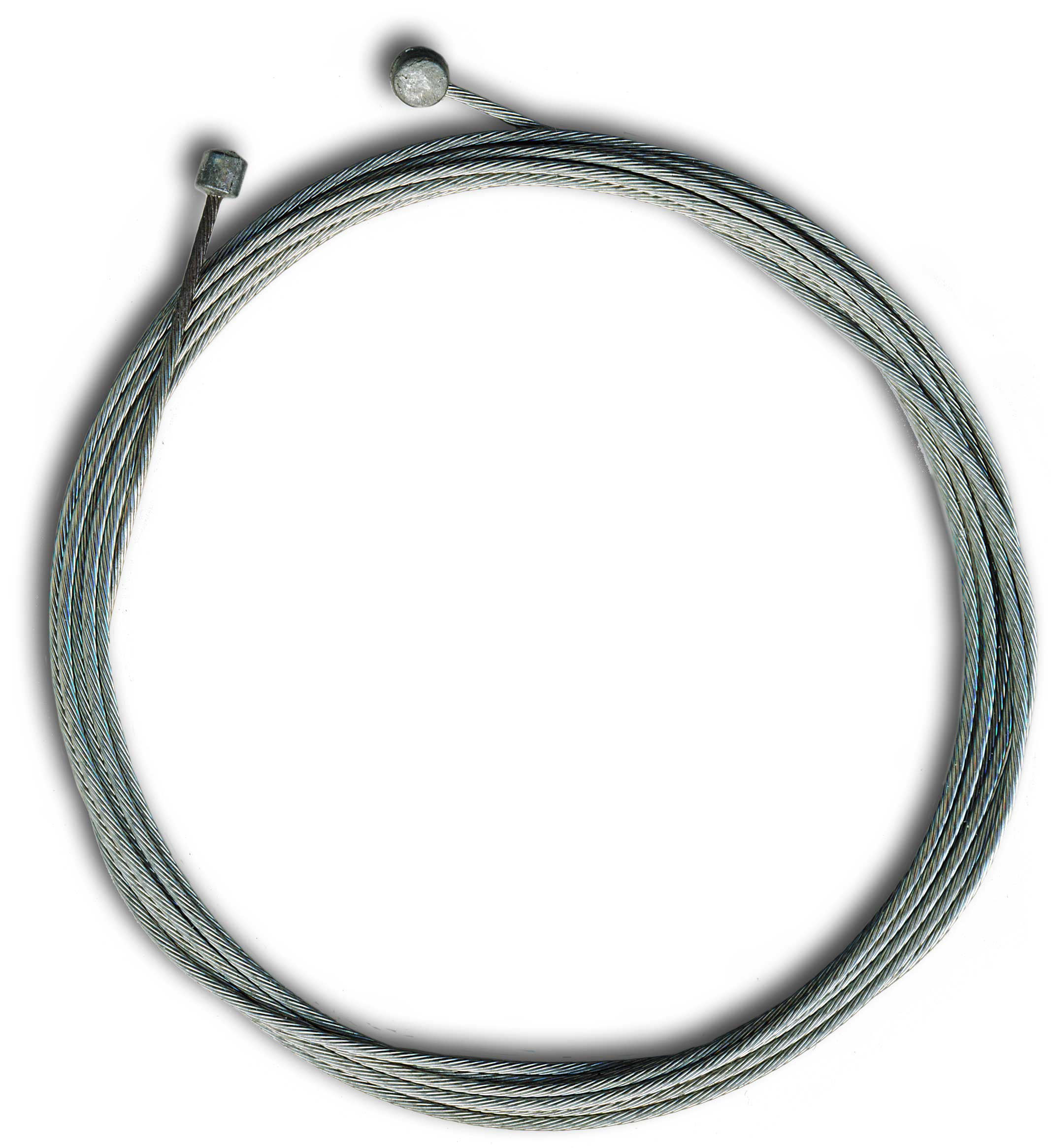
Schaltzugseele für Fahrräder mit Birnen- und Tonnennippel (das nicht benötigte Ende wird abgeschnitten)

Eingesetzt werden Bowdenzüge zur Betätigung von Bremsen und Gangschaltung bei Fahrrädern, als Gas- und Kupplungszug bei Motorrädern, sowie bei Kraftwagen zur Betätigung der Feststellbremse, der Entriegelung von Kofferraum und Tankdeckel und zur Ansteuerung des Schaltgetriebes. In der Feinwerktechnik werden Bowdenzüge beispielsweise als Auslösemechanismus („Drahtauslöser“) von Fotokameras verwendet. In der Luftfahrt werden Seilzüge zur Betätigung der Ruder und Steuerklappen eingesetzt. Ein frühes Beispiel ist das Experimentalflugzeug bzw. Hubschrauber von Engelbert Zaschka aus dem Jahr 1928.
In der Vergangenheit wurde der Seilzug für Bremssysteme aller Art verwendet. Später wurde er bei Kraftfahrzeugen weitgehend durch die Hydraulikbremse oder andere Systeme ersetzt, die funktionssicherer sind und geringere Betätigungskräfte erfordern. So wurde beispielsweise die Standardausführung des VW Käfers noch bis 1962 mit Seilzugbremsen ausgestattet. Bei seilzugbetätigten Duplexbremsen ohne Koppelstange stützt sich die Hülle an einem Bremshebel ab, das Seil ist am anderen angebracht; bei Bremsbetätigung kommt es zu einer Art „Scherenwirkung“  und gleichmäßiger Kraftaufteilung.
Verbreitet sind bowdenzugartige Systeme auch in FDM-Druckern („3-D-Drucker“). Hier dient ein sogenannter Bowdenschlauch dazu, den Extruder, mit dem das Filament gedruckt werden soll, in zwei Teile zu teilen, um die bewegte Masse des Druckkopfs zu reduzieren. Der Filamentantrieb (Feeder) mit dem Motor ist am Druckerrahmen oder am Ende der X-Achse montiert. Durch den Schlauch wird das Filament in den Druckkopf gepresst. Das Filament ist dabei die Seele des Bowden„zuges“ und das Druckgut. Das Gesamtsystem aus Filamentantrieb (Feeder), Schlauch mit Kopplern und Druckkopf (Hotend) wird dabei auch kurz als „Bowdenextruder“ bezeichnet.

## Normen
- DIN 71984-1: 1982-10 Seilzüge; Rundlitzenseil 7×7 (Cables for controls; Round strand 7x7)
- DIN 71984-2: 1982-10 Seilzüge; Rundlitze 1×19 (Cables for controls; Round strand 1x19)
- DIN 71984-3: 1982-10 Seilzüge; Seilhüllen (Cables for controls; Sheatings)
- DIN 71984-4: 1982-10 Seilzüge; Hülsen (Cables for controls; Sockets)
- DIN 71985-1: 1982-08 Nippel für Seilzüge; Aufnahmenippel (Nipples for cables for controls; Receiver nipple)
- DIN 71985-2: 1982-10 Nippel für Seilzüge; Lötnippel (Nipples for cables for controls; Nipples for soldering)
- DIN 71985-3: 1982-08 Nippel für Seilzüge; Klemmnippel (Nipples for cables for controls; Clamping nipples)
- DIN 71985-4: 1982-08 Nippel für Seilzüge; Preßnippel [Pressnippel] (Nipples for cables for controls; Nipples for swaging)
- DIN 71986: 1985-02 Seilzüge; Übersicht, Anwendungsbeispiele (Control cables; Summary, application examples)
- DIN 71989: 1982-10 Stellschrauben für Seilzüge (Adjusting screws for cables for controls)
- DIN 71990: 1982-10 Seilzüge; Innenrohre für Seilhüllen (Pipes for sheatings of cables for controls)
- DIN 71991: 1982-08 Endstücke mit Gewinde für Seilzüge (Threaded end-fittings for cables for controls)
- DIN 71992: 1982-10 Ösen für Seilzüge (Eye-fittings for cable for controls)
- DIN EN 2348: 1989-11 Luft- und Raumfahrt; Seilzüge für Flugzeugsteuerungen; Technische Lieferbedingungen (Aerospace series; Control cable assemblies; Technical specifications)
- LN 29503: 1964-11 Technische Lieferbedingungen für Seilzüge für die Luftfahrt (Technical delivery conditions for cable assemblies for aircraft)
- LN 9361: 1991-12 Seilzüge; Nicht für Neukonstruktionen (Cable assemblies; Not for new design)

## Materialien
Typisch werden Bowdenzüge aus folgenden Materialien gefertigt:
Seele:
- Litzenseil aus verzinktem Stahl
- Litze aus NiRo-Stahl Werkstoff-Nr. 1.4401
- Stahldraht (für Zug-  u n d  Druckkraft) NiRo Nr. 1.4310

Ummantelung von Litzenseilen:
- POM

Hülle:
- Runddraht
- Flachdraht mit langer Rechteckseite axial zum Zug ausgerichtet

Ummantelung der Hülle
- PVC
- PE

Auskleidung der Hülle
- HDPE (weiß)
- POM (weiß)

Fittings wie Hülsen, Nippel und anderes:
- Messing blank zum Verlöten
- Messing vernickelt
- Aluminium
- Stahl verzinkt
- NiRo-Stahl

Verbindungen können durch Verlöten, Verpressen, Schraubklemmung und Formschluss über angeformte Nippel erfolgen.